# Fabio Ochoa Vázquez

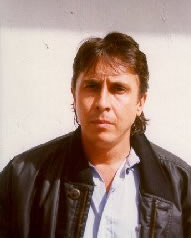
Fabio Ochoa

Fabio Enrique Ochoa Vázquez (Medellín, 2 mei 1957) was een belangrijk lid van het Medellínkartel: een groots opgezet Colombiaans drugskartel. Hij is de jongste van de drie Ochoa broers, die een leidende rol hadden in dit kartel.
Gedurende de jaren '70 woonde Ochoa Vázquez in Miami, Florida. Hij was betrokken bij de op 19 februari 1986 gepleegde moord op Barry Seal, die voordat hij informant werd voor het Amerikaanse DEA (de belangrijkste organisatie voor het bestrijden van illegale drugs) piloot was van het Medellínkartel.
In december 1990 maakten de Ochoa-broers gebruik van een door de Colombiaanse president César Gaviria Trujillo aangeboden mogelijkheid om voor dat drugssmokkelaars en -dealers om een, verkorte, straf in een Colombiaanse, en niet in een Amerikaanse, gevangenis uit te zitten wanneer zij zich vrijwillig aangaven. Ze deden dit binnen 24 uur nadat deze mogelijkheid was aangekondigd. Ze werden veroordeeld tot vijf jaar gevangenisstraf en kwamen vrij in juli 1996.
Vervolgens werd Ochoa Vázquez ervan verdacht tussen 1997 en 1999 maandelijks 30 ton cocaïne via Mexico in de Verenigde Staten geïmporteerd te hebben. Volgens de Mexicaanse overheid zou hij contacten hebben met het Milenio Cartel. Op 13 oktober 1999 werd Ochoa gearresteerd in Colombia en op 7 september 2001 werd hij uitgeleverd aan de Amerikaanse overheid. Ochoa Vázquez ontkende na zijn vrijlating in 1996 nog betrokken te zijn geweest bij drugssmokkel. Getuigenverklaringen wezen echter een andere kant op. In 2003 werd hij tot 365 maanden (meer dan 30 jaar) gevangenisstraf veroordeeld voor samenzwering, smokkelen en dealen van cocaïne.